# ラン・ザ・ジュエルズ
ラン・ザ・ジュエルズ（Run the Jewels）は、アメリカ合衆国のヒップホップ・グループ。ラッパーのキラー・マイク（Killer Mike）とエル・ピー（El-P）からなる2人組。頭文字をとってRTJとも呼ばれる。
アトランタを拠点に活動するラッパーのキラー・マイクと、ブルックリンのラッパー・音楽プロデューサーのエル・ピーによるスーパーグループとして結成され、2013年にセルフタイトルのアルバムでデビュー。批評家から高い評価を受け、『ラン・ザ・ジュエルズ 2』（2014年）、『ラン・ザ・ジュエルズ 3』（2016年）、『RTJ4』（2020年）とリリースを続けている。

## 来歴

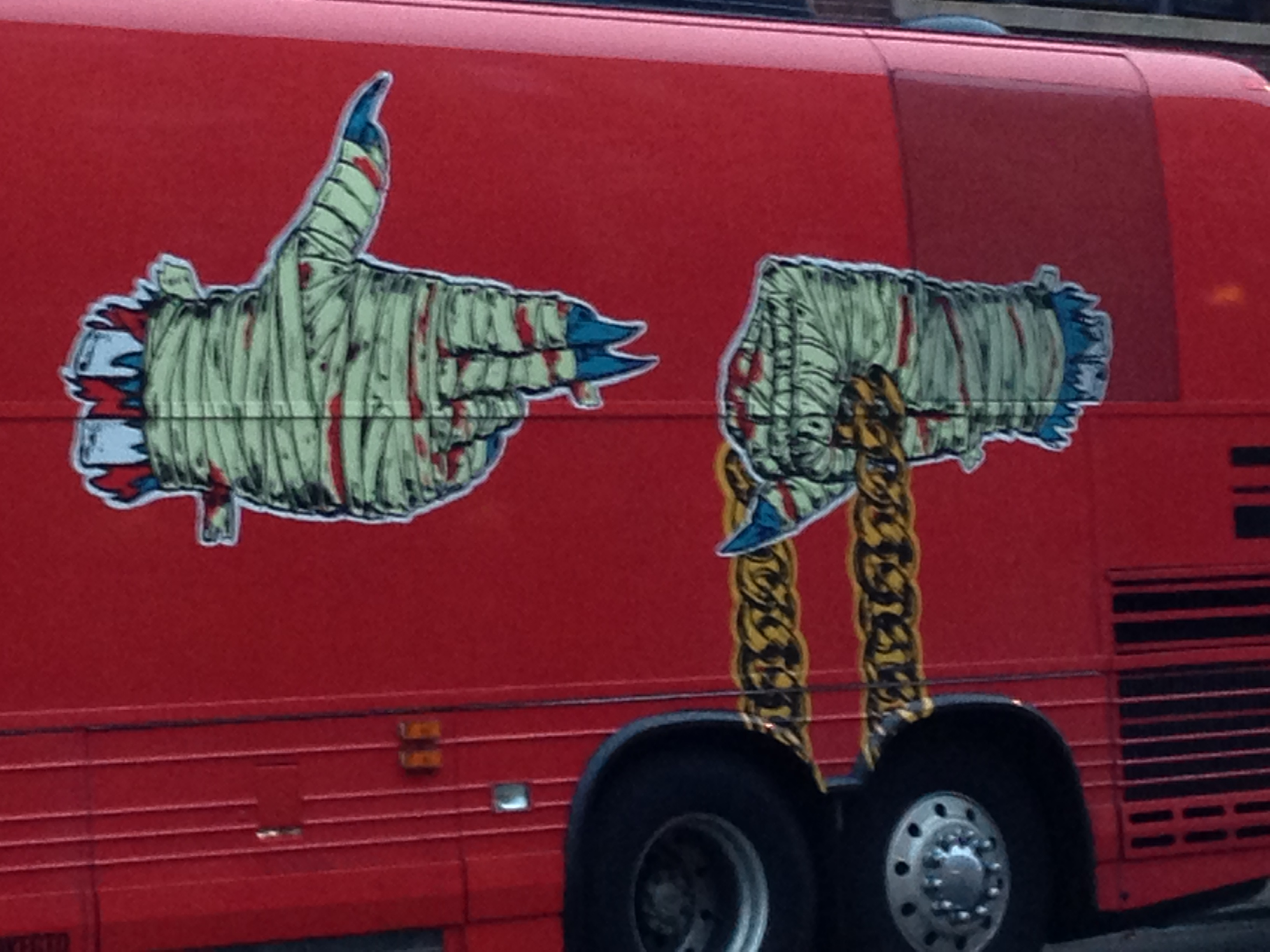
バスにペイントされたRun the Jewelsのロゴ（2014年）

2011年、カートゥーン・ネットワークの重役ジェイソン・デマルコの紹介によりキラー・マイクとエル・ピーは知り合う。2012年、エル・ピーはキラー・マイクのアルバム『R.A.P. Music』をプロデュース、エル・ピーのアルバム『Cancer 4 Cure.』にはキラー・マイクが参加した。その後、2人は一緒にツアーを行い、最終的にラン・ザ・ジュエルズの結成につながる。
2013年6月26日、ラン・ザ・ジュエルズはデビュー・アルバム『ラン・ザ・ジュエルズ』をフールズ・ゴールド・レコーズからフリー・ダウンロードでリリースする。アルバムは批評家から高い評価を受けた。
2014年10月24日、2作目のアルバム『ラン・ザ・ジュエルズ 2』がMass Appeal Recordsからリリースされた。アルバムは極めて高い評価を受け、ピッチフォーク、ステレオガム、Complex、PopMattersが年間ベストアルバム1位に選出した。

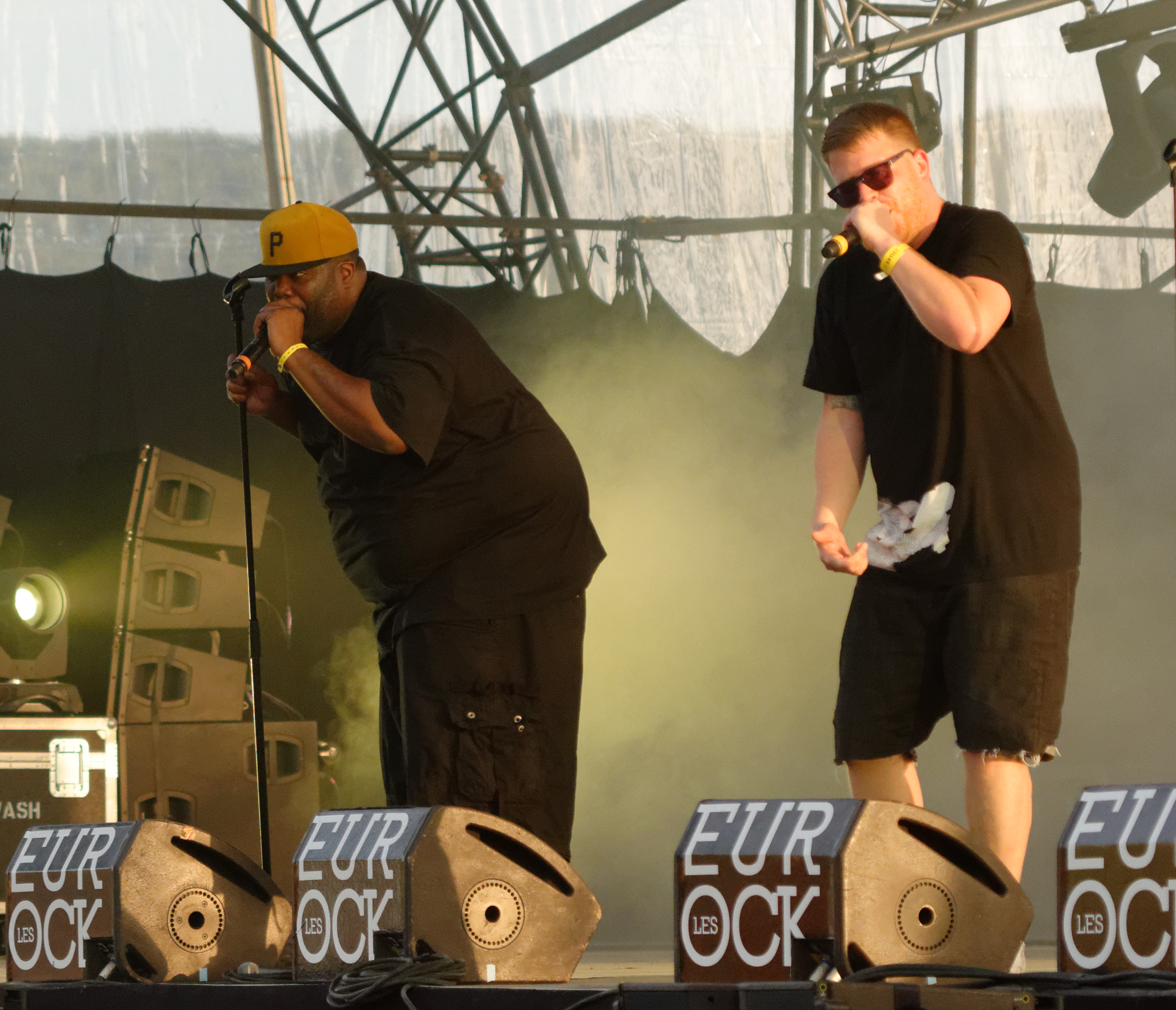
ライブでのRun the Jewels（2016年）

2016年12月24日、3作目のアルバム『ラン・ザ・ジュエルズ 3』がリリースされた。楽曲「Legend Has It」はマーベル映画『ブラックパンサー』のティザートレーラーに採用された。
2020年6月3日、4作目のアルバム『RTJ4』がリリース日を2日前倒しして発表された。

## メンバー

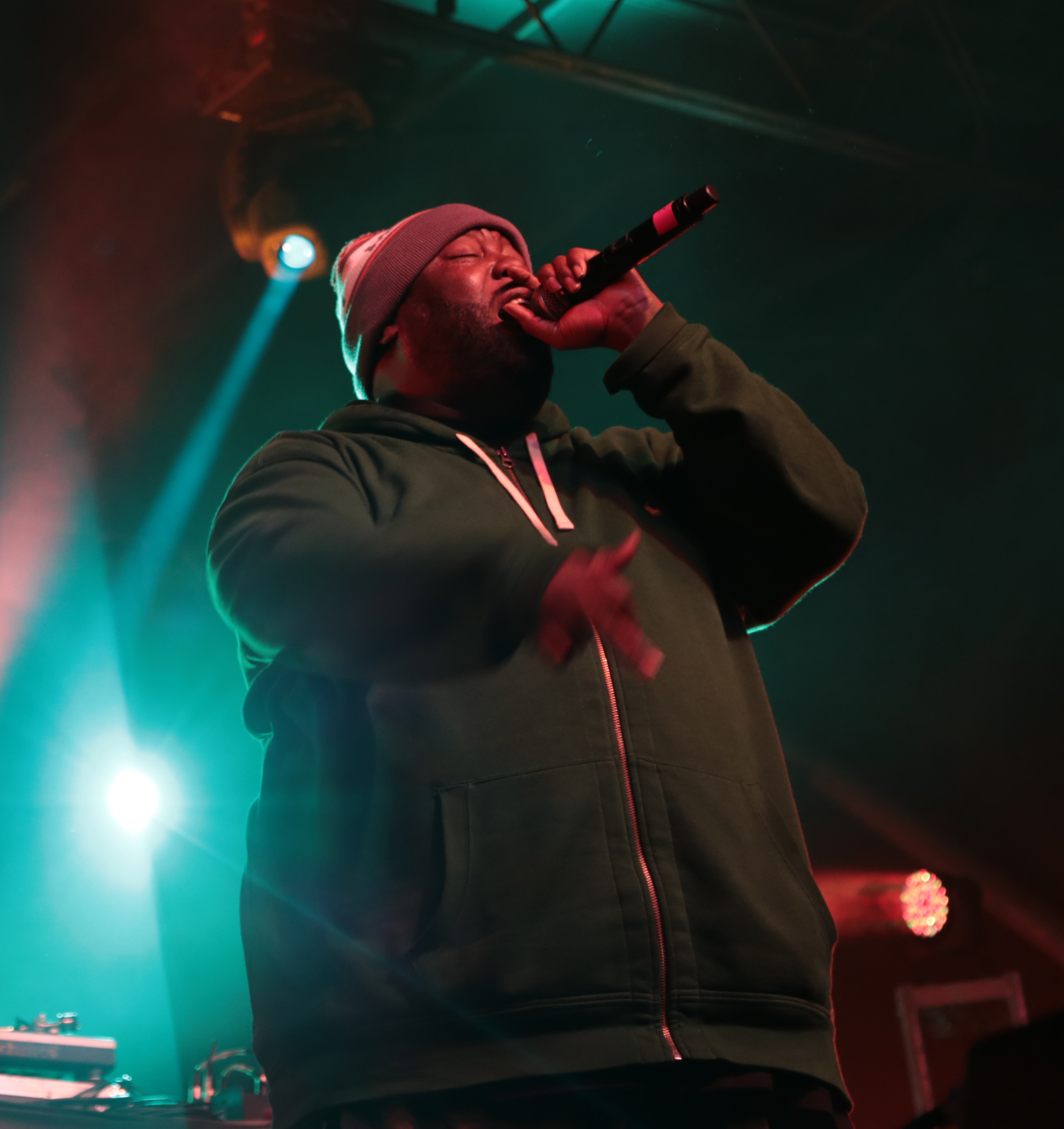
キラー・マイク（Killer Mike）
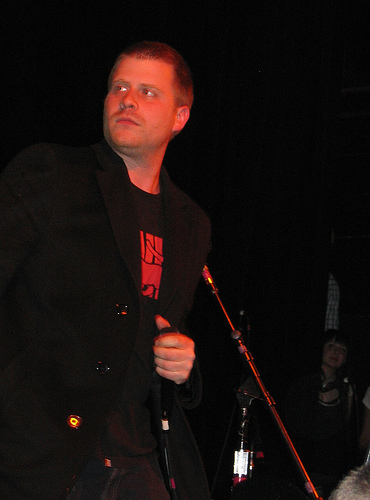
エル・ピー（El-P）

## ディスコグラフィ

### スタジオ・アルバム
- 『ラン・ザ・ジュエルズ』 - Run the Jewels (2013年)
- 『ラン・ザ・ジュエルズ 2』 - Run the Jewels 2 (2014年)
- 『ラン・ザ・ジュエルズ 3』 - Run the Jewels 3 (2016年)
- RTJ4 (2020年)